# Bořislavka metróállomás
Bořislavka egy metróállomás Prágában a prágai A metró vonalán. 2015 elején nyílt meg, a Nádraží Veleslavín, a Petřiny és a Nemocnice Motol állomásokkal egy időben.

## Elnevezése
Az állomás bejáratához közel három villamosmegálló található: a Na Pískách (korábban: Bořislavka, az állomástól keletre, a Dejvická irányában), a Bořislavka (korábban: Horoměřická, közvetlenül az állomás fölött) és a Sídliště Červený Vrch (nyugatra, a Nádraží Veleslavín irányában).
Az állomás elnevezése építése alatt Červený Vrch volt. Ennek ellenére, mikor 2012. június 12-én a prágai városi tanács jóváhagyta az új állomások nevét, a Bořislavka elnevezést kapta. A nevet támogatta Prága 6 kerület vezetősége, hogy megegyezzen a közelben épülő Bořislavka Centrum bevásárlóközpont elnevezésével. Sajtóhírek szerint szakértők a Horoměřická elnevezést javasolták, mert szerintük a Bořislavka név „tájékozódási és történelmi szempontból káosz.”

## Szomszédos állomások
A metróállomáshoz az alábbi állomások vannak a legközelebb:
- Dejvická (Depo Hostivař)
- Nádraží Veleslavín (Nemocnice Motol)

## Átszállási kapcsolatok
| A (Nemocnice Motol ↔ Depo Hostivař) | |                         |
| Állomás                             | Átszállási kapcsolatok                                                                                   | Fontosabb létesítmények |
| Bořislavka                          | 108, 131, 161, 216, 263, 312, 316, 356, 907, 915, X26 1, 2, 7, 8, 12, 13, 14, 18, 20, 25, 26, 32, 36, 91 |                         |